# Sérgio Reis
Sérgio Reis, all'anagrafe Sérgio Bavini (San Paolo, 23 giugno 1940), è un cantante, attore e politico brasiliano.
Appartiene a una famiglia di origini italiane.

## Biografia

### Carriera artistica
Ha scoperto l'amore per la musica intorno al 1960. Inizialmente aderente al movimento Jovem Guarda, si è poi orientato soprattutto verso il sertanejo. In attività dal 1967, si è anche affermato a livello internazionale; artista musicale fecondissimo, in certi periodi è arrivato anche a pubblicare più di un album in uno stesso anno. Nel terzo millennio ha vinto due Latin Grammy: il primo per l'album Questão de Tempo (2014), l'altro per il CD/DVD Amizade Sincera II (2015), registrato insieme a Renato Teixeira.
Come attore ha sostenuto piccoli ruoli in alcune telenovelas, tra cui Pantanal, ed è stato interprete protagonista di tre film.

### Politica
Nel 2010 si è candidato come membro del Partito della Repubblica (PR) per un posto da deputato federale per il Minas Gerais, salvo poi ritirarsi durante la campagna elettorale.
Nel 2014 si è ripresentato per la stessa carica, questa volta correndo nelle file del Partito Repubblicano Brasiliano (PRB), ed è risultato eletto con 45.330 voti. Il suo mandato quadriennale è iniziato il 1 ° febbraio 2015. Alla Camera dei Deputati si è occupato soprattutto di sanità e di sicurezza sociale, con un occhio particolare per anziani e pensionati.
Il 17 aprile 2016 Sérgio Reis ha appoggiato la richiesta d'impeachment contro Dilma Rousseff. Nell'agosto 2017 ha votato a favore dell'autorizzazione a procedere nei confronti di Michel Temer.
Per tutto il mandato ha proseguito la carriera artistica. Nel 2018, a causa di problemi di salute, ha preferito non ricandidarsi. Nel 2022, sempre più proteso verso l'anticomunismo, ha sostenuto Jair Bolsonaro alle elezioni presidenziali.

## Discografia
- 1967 – Coração de Papel
- 1969 – Anjo Triste
- 1973 – Sérgio Reis
- 1974 – João de Barro
- 1975 – Saudade de Minha Terra
- 1976 – Retrato do Meu Sertão
- 1977 – Sérgio Reis – Disco de ouro
- 1977 – O Menino da Porteira
- 1977 – Relaciones Internacionales
- 1978 – Mágoa de Boiadeiro
- 1978 – Natureza
- 1979 – Sérgio Reis
- 1980 – Sérgio Reis
- 1980 – Sérgio Reis – Disco de ouro
- 1981 – Boiadeiro Errante
- 1982 – O Melhor de Sérgio Reis
- 1982 – Os Grandes Sucessos de Sérgio Reis
- 1982 – A Sanfona do Menino
- 1983 – Sérgio Reis – Disco de ouro
- 1983 – Sérgio Reis
- 1984 – Sérgio Reis
- 1985 – Sérgio Reis
- 1985 – O Melhor de Sérgio Reis – Vol. 2
- 1987 – Sérgio Reis
- 1988 – Sérgio Reis
- 1989 – Sérgio Reis
- 1990 – Pantaneiro
- 1991 – Sérgio Reis
- 1993 – Sérgio Reis
- 1993 – Sérgio Reis – Acervo Especial
- 1994 – Ventos Uivantes
- 1995 – Grandes Sucessos de Sérgio Reis
- 1995 – Os Originais – Sérgio Reis
- 1996 – Marcando Estrada
- 1996 – O Rei do Gado
- 1997 – Vida Violeira
- 1997 – Boiadeiro
- 1998 – Sérgio Reis – Coleção JT
- 1998 – Sérgio Reis – Do Tamanho do Brasil
- 1998 – Essencial
- 1999 – Sérgio Reis – Popularidade
- 1999 – Essencial de Sérgio Reis
- 1999 – Melhor de Sérgio Reis
- 2000 – Série Bis – Jovem Guarda
- 2000 – Sérgio Reis – Dose Dupla
- 2000 – 40 anos de Estrada
- 2000 – Sérgio Reis & Convidados
- 2000 – Sérgio Reis
- 2001 – Sérgio Reis – 100 anos de Música
- 2002 – Sérgio Reis – Nossas Canções
- 2003 – O Divino Espírito do Sertão
- 2003 – Sérgio Reis e Filhos – Violas e Violeiros
- 2007 – Tributo a Goiás
- 2008 – Coração Estradeiro
- 2009 – 50 Anos Cantando o Brasil
- 2010 – Amizade Sincera (con Renato Teixeira)
- 2013 – Questão de Tempo
- 2015 - Amizade Sincera II (con Renato Teixeira)

## Filmografia

### Cinema
- O Menino da Porteira (1976)
- Mágoas de Boiadeiro (1977)
- Filho Adotivo (1984)

### Televisione
- Paraiso (1982)
- Pantanal (1990 – Rede Manchete) – Tibério
- A História de Ana Raio e Zé Trovão (1990/1991 - Manchete)
- O Rei do Gado (1996/1997 – Rede Globo) - Zé Bento (Saracura)
- Canavial de Paixões (2003/2004 – SBT)
- Bicho do Mato (2006 – Record) - Geraldo